# José Nora
José Nora, né le 10 août 1940, à Badalone, en Espagne et décédé le 8 juin 1993, à Tiana, en Espagne, est un ancien joueur espagnol de basket-ball.

## Palmarès
- Coupe du Roi 1964, 1968